# Парки та зони відпочинку
«Парки та зони відпочинку» (англ. «Parks and Recreation») – американський політично-сатиричний телевізійний ситком, створений Ґреґом Деніелсом і Майклом Шуром. Серіал виходив в етер на NBC з 9 квітня 2009 року по 24 лютого 2015 року і налічує 125 епізодів за 7 сезонів. Головна зірка серіалу Емі Полер грає роль Леслі Ноуп, жвавої та енергійної бюрократки середньої ланки з департаменту парків (управління і догляд за довкіллям) вигаданого міста Поуні, штату Індіана.

### Основний акторський склад
| Актор        | Персонаж         | Кількість епізодів |
| ------------ | ---------------- | ------------------ |
| Емі Полер    | Леслі Ноуп       | 125                |
| Нік Офферман | Рон Свонсон      | 125                |
| Обрі Плаза   | Ейпріл Ладґейт   | 125                |
| Кріс Пратт   | Енді Дваєр       | 125                |
| Азіз Ансарі  | Том Гаверфорд    | 124                |
| Джим О'Гейр  | Джеррі Ґерґіч    | 124                |
| Ретта        | Донна Міґл       | 120                |
| Рашида Джонс | Енн Перкінс      | 106                |
| Адам Скотт   | Бен Ваєт         | 97                 |
| Роб Лоу      | Кріс Трейґер     | 76                 |
| Пол Шнайдер  | Марк Брендановіц | 30                 |
| Бен Шварц    | Жан-Ральфіо      | 21                 |

### Створення
При зйомках серіалу автори консультувались із місцевими політиками й держслужбовцями Каліфорнії. Окрім цього, у деяких епізодах у невеличких камео з'являлись такі чинні на той момент політики, як сенатор Джон Маккейн, віцепрезидент Джо Байден і перша леді Мішель Обама. Також сценаристи запозичили реальні поточні події — глобальна фінансова криза 2008 року та призупинення роботи уряду США, і втілили їх в окремих епізодах.
Серіал отримав неоднозначні відгуки від критиків за перший сезон (схожі відгуки отримав і серіал «Офіс», продюсерами якого також були Ґреґ Деніелс та Майкл Шур). Особливо це стосувалось головної героїні — Леслі Ноуп, яку аудиторія вважала занадто абсурдною і недолугою. Але після вдалої перебудови й корегувань, наступні сезони здобули неабияку загальну прихильність.

### Нагороди та номінації
14 номінацій на Прайм-тайм премія «Еммі» (дві з яких — найкращий комедійний серіал у 2011 та 2015 році).
1 перемога «Золотий глобус» у 2013 році, Емі Полер за найкращу жіночу роль серіалу (комедія або мюзикл).
1 номінація на «Золотий глобус» у 2013 році, за найкращий серіал (комедія або мюзикл).
У 2012 році журнал «Тайм» підбив щорічні підсумки, у яких назвав «Парки та зони відпочинку» найкращим телесеріалом року.
У 2013 році після 4-х номінацій «Парки та зони відпочинку» нарешті здобув Премію «Асоціації телевізійних критиків» (англ. TCA Awards) у категорії «Видатні досягнення в комедії».